# Ilunga Mwepu
Joseph Mwepu Ilunga (1949. augusztus 22. – Kinshasa, 2015. május 8.) kongói válogatott labdarúgó, az 1974-es labdarúgó-világbajnokságon zaire színeiben szerepelt.

## Pályafutása

### A válogatottban
1973 és 1974 között 10 alkalommal szerepelt a zairei válogatottban. Részt vett az 1974-es afrikai nemzetek kupáján, és az 1974-es világbajnokságon.
Zaire 1974-ben ismeretlen országként tűnt fel a világbajnokság mezőnyében. Skócia ellen egy 2–0-s vereség még belefért, de miután Jugoszláviától 9–0-s vereséget szenvedtek, az országban uralkodó diktátor, Mobutu Sese Seko elnök komoly nyomás alá helyezte a válogatottat. Amennyiben 3-nál több góllal kapnak ki Brazíliától, annak komoly következményei lesznek. A vége előtt 12 perccel megvolt a 3–0-s brazil előny, akik ráadásul szabadrúgáshoz jutottak és a mérkőzés legérdekesebb jelenete ekkor következett. Ilunga Mwepu volt az a játékos akiből teljesen kiszabadult a feszültség és még mielőtt a brazilok elvégezték volna a szabadrúgást kiszaladt a sorfalból és elrúgta a labdát. Maga a jelenet akkor viccesnek tűnt, mivel a közvélemény vajmi keveset tudhatott róla, hogy a zairei játékosok gyakorlatilag az életükét küzdöttek.
Mwepu évekkel később így emlékezett a történtekre: „Elküldte a személyes testőreit, hogy megfenyegessenek. Azt mondták, hogy ha kikapunk négy nullra, senki sem megy haza közülünk” – nyilatkozta 2002-ben Ilunga a BBC-nek. „Szándékosan tettem, tisztában voltam a szabályokkal. Ki akartam állíttatni magam, hogy ezzel is tiltakozzak: én a sérülésveszéllyel küzdve a pályán voltam, akik pedig lenyúlták a pénzünket, a lelátóról néztek. A játékvezető elnéző volt és csak sárga lapot adott"

## Sikerei, díjai
TP Mazembe
- Zairei bajnok (2): 1969, 1976
- Kupagyőztesek Afrika-kupája (1): 1980

Zaire
- Afrikai nemzetek kupája győztes (1): 1974